# Drusus
Nero Claudius Drusus (14. ledna 38 př. n. l. – 14. září 9 př. n. l.)., nazývaný také Drusus starší (latinsky Drusus maior) nebo jen Drusus, byl římský politik a vojevůdce, nevlastní syn císaře Augusta. Jeho rodiči byli Livia Drusilla, Augustova žena, a její první manžel Tiberius Claudius Nero.

## Život
Narodil se jen krátce předtím, než se jeho matka rozvedla s Tiberiem Claudiem Neronem, aby ihned vzápětí vstoupila do manželství s Augustem (17. ledna 38 př. n . l.). Tím zavdala podnět k fámám, že jeho skutečným otcem byl Augustus, třebaže většina moderních historiků toto zpochybňuje, neboť v době jeho zplození se Augustus s Livií ještě vůbec nesetkali. Ostatně, dříve než se Augustus s Livií oženil, byl Tiberius Claudius Nero prohlášen jeho biologickým otcem.
Podle Suetonia obdržel po narození praenomen Decimus, což bylo později změněno na Nero. Po smrti svého otce byl spolu s bratrem, pozdějším císařem Tiberiem, vychováván v Augustově domě. Mezi sourozenci se v tomto prostředí vyvinul výjimečný bratrský vztah, který měl přetrvat až do konce jeho života. Tiberius pojmenoval svého nejstaršího syna po svém bratrovi (což odporovalo římským zásadám udělování jmen) a on sám se později zachoval obdobně.
Oženil se s Antonií mladší, dcerou Marca Antonia a Augustovy sestry, Octavie mladší, jíž po celý svůj život zachovával bezvýhradnou věrnost. Měli spolu pět dětí: Germanica, Livillu, budoucího císaře Claudia a ještě nejméně dvě další, které se však nedožily dospělosti. Po jeho smrti se Antonie již nikdy neprovdala, třebaže svého manžela přežila o skoro 50 let.
Augustus prokazoval svému nevlastnímu synovi mnohé pocty. V roce 19 př. n. l. mu tak bylo umožněno zastávat veřejné úřady, což bylo o pět let dříve, než dosáhl potřebné věkové hranice. Když Tiberius v době své praetury v roce 16 př. n. l. opustil Itálii, nastoupil na jeho místo. V následujícím roce zastával quaesturu a osvědčil se v bojích proti alpskému kmenu Rhaetů, který nejprve zahnal na ústup, ale protože nedokázal zcela rozdrtit jeho vojsko, požádal Tiberia o posily. Bratři pak společnými silami alpské kmeny snadno porazili a posunuli hranice Římské říše až k hornímu Dunaji.
V roce 13 př. n. l. byl vyslán do Galie, kde měl urovnat nepokoje vyvolané chováním předchozího římského správce. Zatímco uklidňoval zdejší poměry, překročily germánské kmeny řeku Rýn a zaútočily na římské kolonie na severu Galie. Proto zmobilizoval legie a zatlačil útočníky zpět za řeku. Během následného odvetného římského tažení pronikl hluboko na území pravobřežní Germánie a dokonce stanul se svými vojáky na březích Severního moře. Místnímu kmenu Frísů poté uložil povinnost platit Římanům pravidelný každoroční tribut. Za odměnu jej římský senát v roce 11 př. n. l. jmenoval městským praetorem.
V Římě se však dlouho nezdržel a již na jaře se vypravil zpět na hranice Germánie. Znovu vpadl na území divokých germánských kmenů, přičemž jeho energický postup do nitra země zastavil teprve příchod chladného počasí na konci roku. Během návratu do zimních táborů na Rýně byli římské jednotky u Arbala přepadeni Germány, nicméně Římané se jim díky jeho chladnokrevnosti dokázali ubránit a nakonec obrátili barbary na útěk. Drusovi vojáci ho poté provolali imperátorem, načež obdržel triumfální odznaky, stejně jako úřad prokonzula pro následující rok. V roce 10 př. n. l. se Chattové spojili se Sugambry a napadli jeho tábor, ten je však snadno odrazil. Poté se setkal s Augustem a Tiberiem v Lugdunu (dnešní Lyon) a společně s nimi odcestoval do Říma, kde byl v roce 9 př. n. l. zvolen za konzula. Ovšem dříve než se mohl ujmout úřadu, opustil město a opět vyrazil do boje proti Chattům. V témže roce stihl ještě před návratem za Rýn zahájit tažení proti Markomanům. Na zpátečním pochodu si ale při pádu z koně zlomil nohu a asi měsíc po nehodě následkům tohoto zranění podlehl.
Suetonius udává, že se odmítl před svou smrtí vrátit do Říma. Jeho tělo bylo Tiberiem dopraveno zpět do města a ostatky uloženy do Augustova mauzolea. Jeho velice silnou oblibu mezi vojáky vyjadřuje monument v Mogontiacu (dnešní Mohuč), jenž legionáři vztyčili na jeho počest. Posmrtně obdržel čestné přízvisko Germanicus, které bylo později dáno jeho nejstaršímu synovi, předtím než dosáhl zletilosti. Augustus měl prý sepsat životopis svého nevlastního syna, který se ale nedochoval.